# Euphorbia attastoma
Euphorbia attastoma är en törelväxtart som beskrevs av Carlos Toledo Rizzini. Euphorbia attastoma ingår i släktet törlar, och familjen törelväxter.

## Underarter
Arten delas in i följande underarter:
- E. a. attastoma
- E. a. xanthochlora

## Bildgalleri

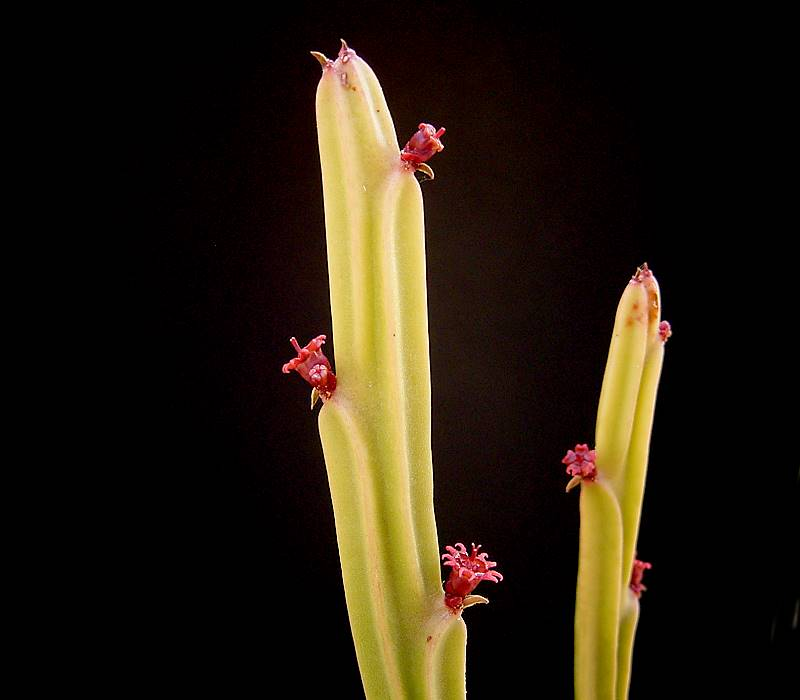
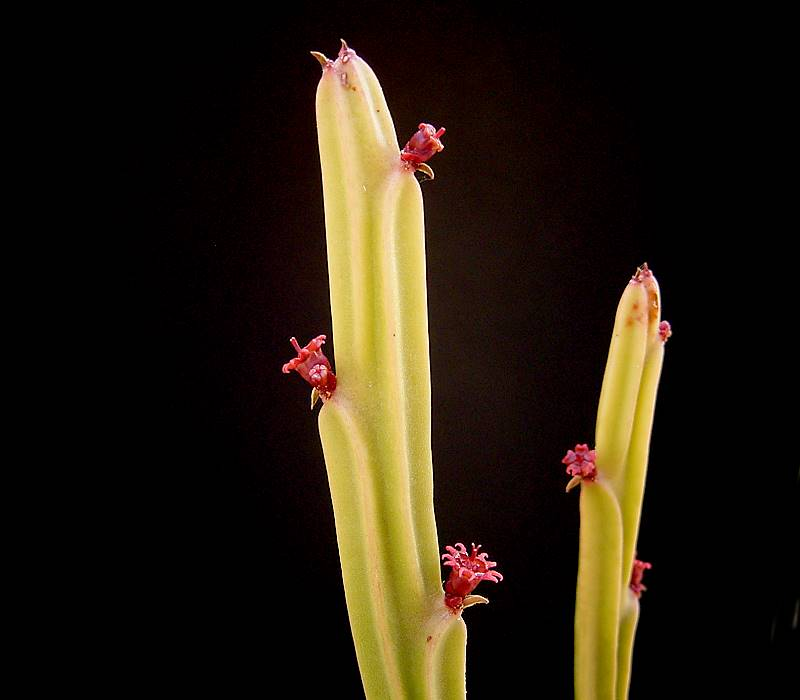
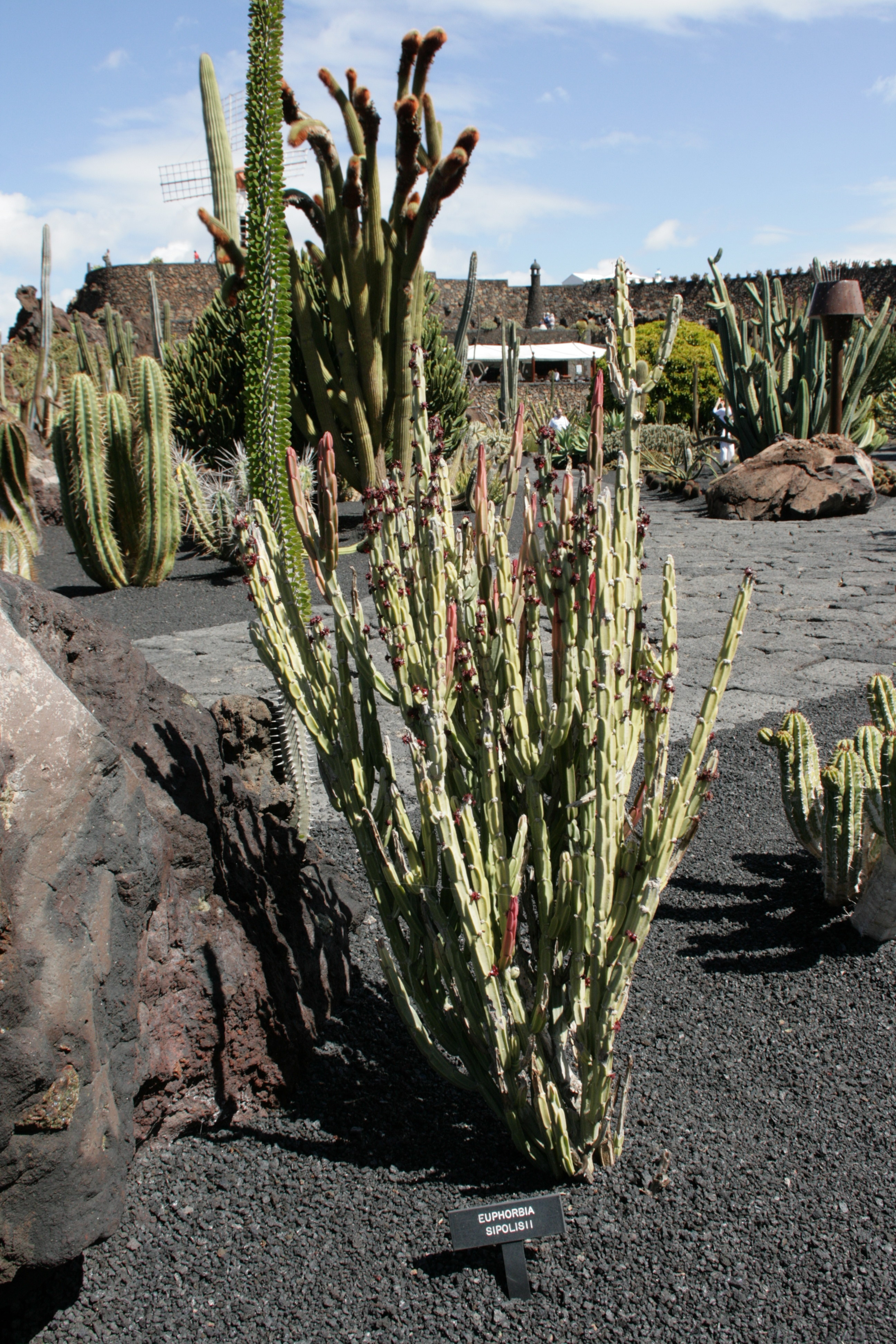
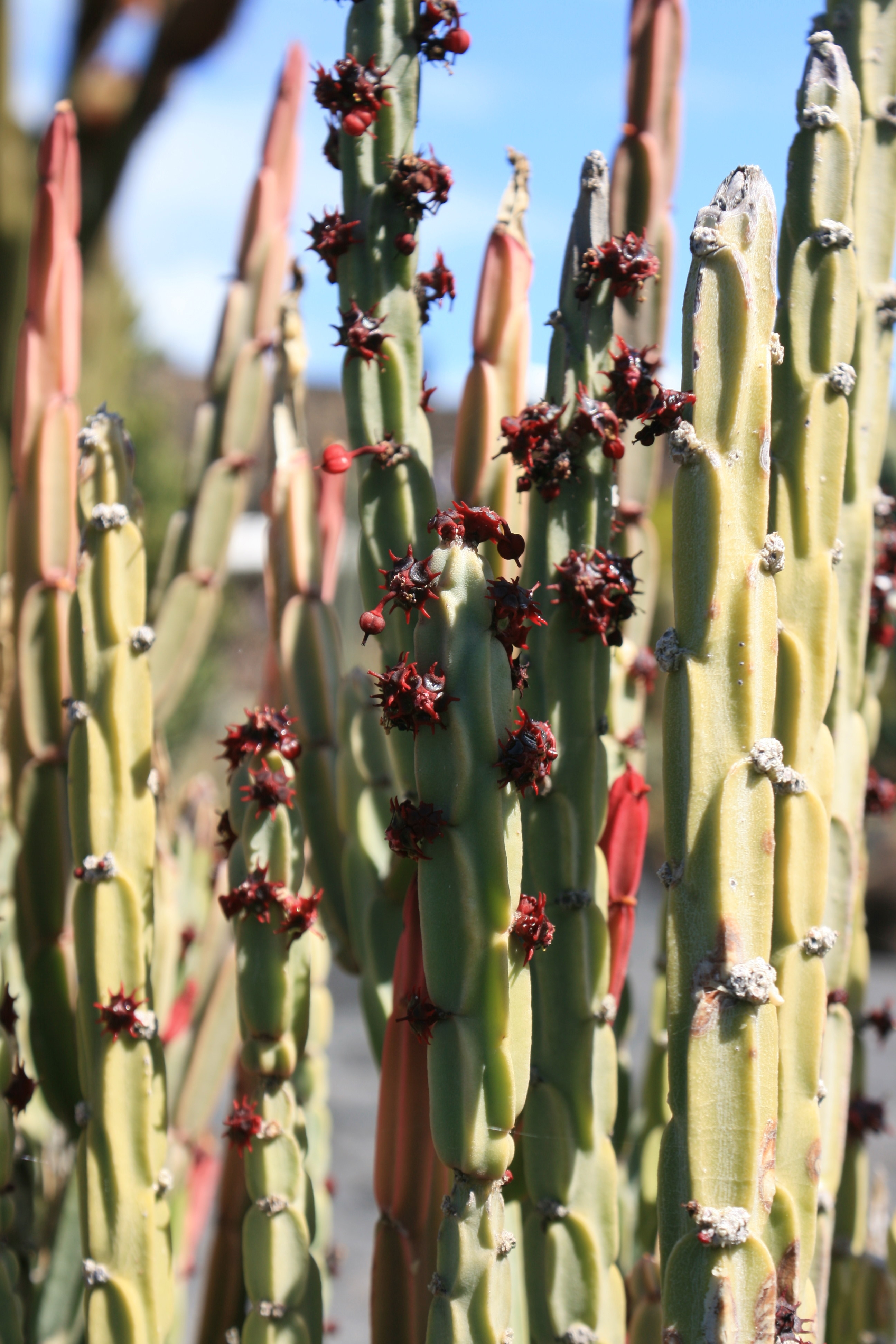
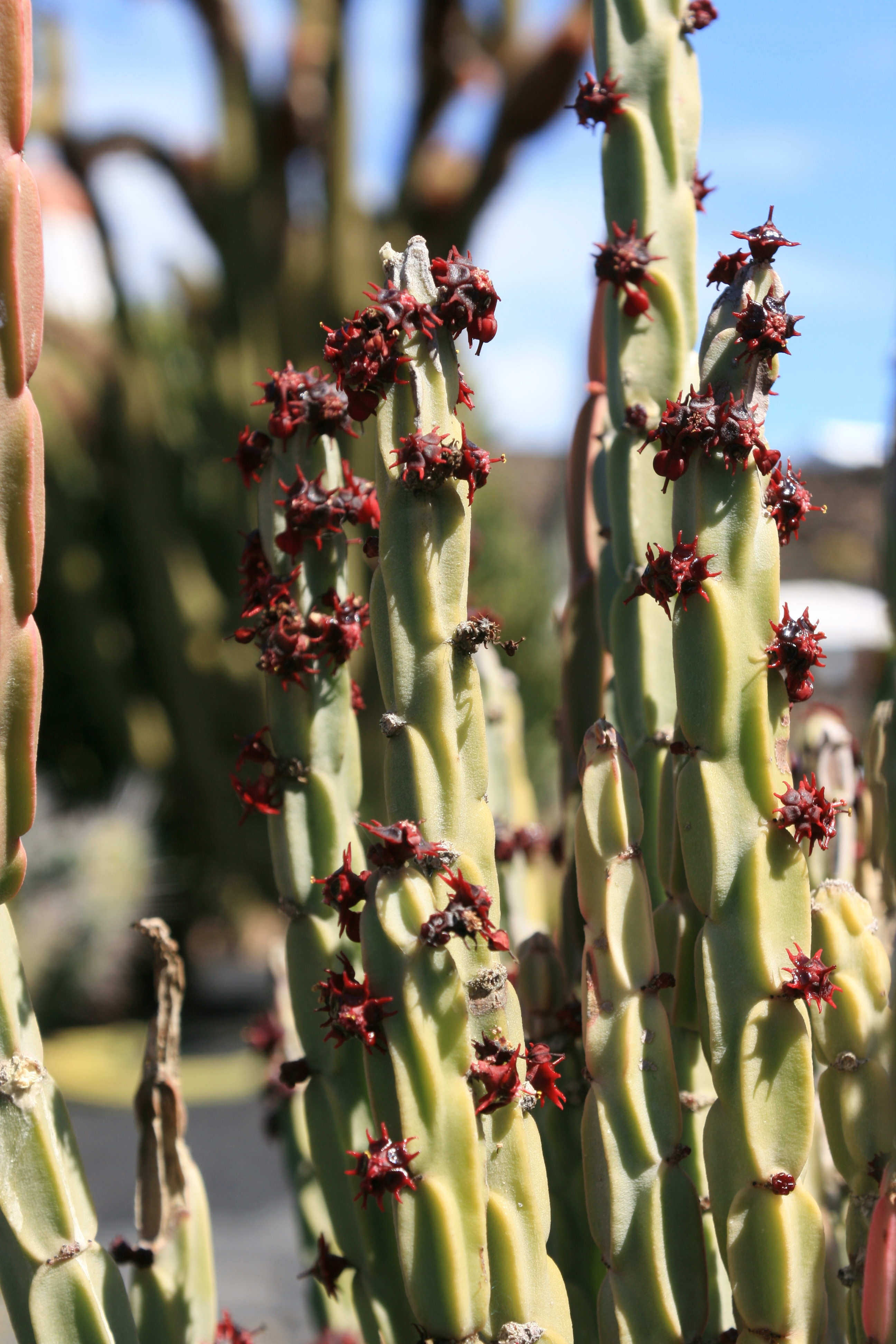